# Польское физическое общество
Польское физическое общество (пол. Polskie Towarzystwo Fizyczne) — польское научное общество, основанное в 1920 году в Варшаве. Первым председателем Общества был польский физик, профессор Ягеллонского университета (позднее — ректор) Владислав Натансон (1920—1923 гг.).
Согласно Уставу, целью Общества является распространение физики и смежных наук, повышение общего уровня физических знаний в обществе и поддержка развития физики в Польше, развитие связей между физиками, занятыми в образовании, науке и в различных отраслях экономики, представление физиков в обществе, государственных и местных органах власти, а также в общественных и частных организациях в Польше и за рубежом.
В состав Общества входят 19 региональных филиалов и 7 научных секций.
Общество активно сотрудничает с международными научными организациями, является членом Европейского физического общества.
За выдающиеся достижения в области физики, Обществом учреждёны и вручаются награды и премии: медаль Мариана Смолуховского, премия Мариана Смолуховского — Эмиля Варбурга и ряд других.
Председателем Общества является доктор физических наук, профессор Leszek Sirko.
Актуальная информация о деятельности Общества публикуется на сайте www.ptf.net.pl.